# Studniční vrch
Studniční vrch – wzniesienie  o wysokości według różnych źródeł 991 lub 992 m n.p.m., w północno-wschodnich Czechach w Górach Złotych (czes. Rychlebske hory)  w Sudetach Wschodnich.

## Położenie
Wzniesienie w południowo-wschodniej części Gór Złotych w Sudetach Wschodnich, około 4 km, na północny zachód od miejscowości Jesionik, (czes. Jeseník).

## Fizjografia
Wzniesienie o zróżnicowanych zboczach i rozległym płaskim wierzchołku o łatwym do określenia w terenie szczycie. Wznosi się w środkowej  części Sokolskiego grzbietu czes. Sokolského hřbetu odchodzącego na południowy wschód prostopadle od głównego grzbietu. Wyrasta minimalnie ponad prawie płaską wierzchowinę, w bliskiej odległości od wzniesień: Na Radosti, wznoszącym się po północno-zachodniej stronie i Sokoli vrch po północnej stronie. Stanowi najwyższą, kulminacją rozległej wierzchowiny masywu, w którym jest położony. Wzniesienie ma postać wydłużonego grzbietu o rozległej spłaszczonej powierzchni szczytowej o dość stromo opadających zboczach: wschodnie, południowe i zachodnim schodzą w kierunku dolin. Zbocza: północno-wschodnie i północne o niewielkim nachyleniu, przechodzą łagodnie w zbocza sąsiednich wzniesień. Zbocze północne przechodzi w południowe zbocze wzniesienia Sokoli vrch, północno-zachodnie w zbocze wzniesienia Na Radosti, od których oddzielone jest niewielkim siodłem. Na południowym zboczu znajdują się pojedyncze skały: Františkova skala, Adéliny skala, Tereziny skala. Na zboczu południowo-zachodnim na poziomie 870 m n.p.m. położona jest strefa źródliskowa rzeki Widna (czes.Vidnavka). Położenie wzniesienia, kształt i płaska część szczytowa z okazałałym żelaznym masztem przekaźnika, czynią wzniesienie rozpoznawalnym w terenie.

## Budowa geologiczna
Wzniesienie zbudowane ze skał metamorficznych, łupków łyszczykowych, kwarcytów i gnejsów. Szczyt i zbocza wzniesienia pokrywa warstwa młodszych osadów glin, żwirów, piasków i lessów z okresu zlodowaceń plejstoceńskich i osadów powstałych w chłodnym, peryglacjalnym klimacie.

## Roślinność
Wierzchołek szczytu oraz zbocza  porasta w całości naturalny las regla dolnego a w partiach szczytowych regla górnego.

## Inne
- Wzniesienie stanowi teren źródliskowy. Na obszarze wzniesienia występuje kilkadziesiąt zbadanych i nazwanych źródeł[2], oraz wiele wycieków zmineralizowanej wody[3].

## Turystyka
Przez szczyt prowadzi znakowany szlak turystyczny
- żółty –szlak turystyczny prowadzący z miejscowości Žulová do Jesionika, przechodzi wschodnim zboczem w odległości około 100 metrów od wierzchołka.
- Szczyt położony jest na zalesionym terenie i nie stanowi punktu widokowego.
- Na zachodnim zboczu około 180m poniżej szczytu znajduje się punkt  widokowy na zachodnią stronę. Na wschodnim zboczu przy ścieżce dydaktycznej NS Živé vody położone są dwa punkty widokowe na wschodnią stronę.
- Wschodnim zboczem poniżej szczytu prowadzi  czerwony–szlak turystyczny